# Таор (Ваљево)
Таор је насељено место града Ваљева у Колубарском округу. Према попису из 2022. било је 245 становника. Таор се налази на путу Ваљево-Косјерић. То је планинско насеље са више брда и ливада. Таорске стене доминирају над селом, а река Скрапеж пролази кроз насеље. У Таору су чувена Таорска врела, са воденицама, која се уливају у Скрапеж. Око Тарских врела ископава се квалитетна сига. Становништво се бави сточарством и пољопривредом. Сточарством се баве за своје потребе, највише има оваца и крава. Од пољопривреде највише гаје малину, шљиве, кромпир и јабуке. У селу је основна школа са 4 разреда. Због лепе и очуване природе постоји могућност развоја сеоског туризма. Има ливада и шума се лековитим биљкама и јестивим печуркама.
Овде се налази Таорски мајдан камена.

## Демографија
У насељу Таор живи 315 пунолетних становника, а просечна старост становништва износи 45,1 година (43,3 код мушкараца и 47,2 код жена). У насељу има 119 домаћинстава, а просечан број чланова по домаћинству је 3,18. Према новијој историји први досељеници (Дрповци) насељавају се почетком 18. века, претежно из Црне Горе (Бањани, Пива, Грахово, Никшић итд). Бавили су се претежно сточарством, а мало се земље обрађивало где су гајили јечам и овас.
Ово насеље је великим делом насељено Србима (према попису из 2002. године), а у последња три пописа, примећен је пад у броју становника.
|  |

| Демографија | Демографија | Демографија |
| Година      | Становника  | Становника  |
| ----------- | ----------- | ----------- |
| 1948.       | 693         |             |
| 1953.       | 723         |             |
| 1961.       | 663         |             |
| 1971.       | 574         |             |
| 1981.       | 493         |             |
| 1991.       | 424         | 420         |
| 2002.       | 378         | 379         |

| Етнички састав према попису из 2002.‍ | Етнички састав према попису из 2002.‍ | Етнички састав према попису из 2002.‍ | Етнички састав према попису из 2002.‍ | Етнички састав према попису из 2002.‍ |
| ------------------------------------ | ------------------------------------ | ------------------------------------ | ------------------------------------ | ------------------------------------ |
|                                      |                                      |                                      |                                      |                                      |
| Срби                                 | Срби                                 |                                      | 374                                  | 98,94%                               |
| непознато                            | непознато                            |                                      | 4                                    | 1,05%                                |

| Година пописа     | 1948. | 1953. | 1961. | 1971. | 1981. | 1991. | 2002. |
| ----------------- | ----- | ----- | ----- | ----- | ----- | ----- | ----- |
| Број домаћинстава | 125   | 134   | 142   | 136   | 133   | 121   | 119   |

| Број чланова      | 1  | 2  | 3  | 4  | 5  | 6  | 7 | 8 | 9 | 10 и више | Просек |
| ----------------- | -- | -- | -- | -- | -- | -- | - | - | - | --------- | ------ |
| Број домаћинстава | 25 | 36 | 13 | 13 | 11 | 15 | 3 | 3 | 0 | 0         | 3,18   |

| Пол    | Укупно | Неожењен/Неудата | Ожењен/Удата | Удовац/Удовица | Разведен/Разведена | Непознато |
| ------ | ------ | ---------------- | ------------ | -------------- | ------------------ | --------- |
| Мушки  | 173    | 49               | 105          | 12             | 5                  | 2         |
| Женски | 158    | 13               | 102          | 35             | 6                  | 2         |
| УКУПНО | 331    | 62               | 207          | 47             | 11                 | 4         |

| Пол    | Укупно                    | Пољопривреда, лов и шумарство | Рибарство                            | Вађење руде и камена | Прерађивачка индустрија       |
| ------ | ------------------------- | ----------------------------- | ------------------------------------ | -------------------- | ----------------------------- |
| Мушки  | 121                       | 107                           | 0                                    | 0                    | 5                             |
| Женски | 59                        | 53                            | 0                                    | 0                    | 0                             |
| УКУПНО | 180                       | 160                           | 0                                    | 0                    | 5                             |
| Пол    | Производња и снабдевање   | Грађевинарство                | Трговина                             | Хотели и ресторани   | Саобраћај, складиштење и везе |
| Мушки  | 0                         | 0                             | 1                                    | 0                    | 3                             |
| Женски | 0                         | 0                             | 2                                    | 0                    | 0                             |
| УКУПНО | 0                         | 0                             | 3                                    | 0                    | 3                             |
| Пол    | Финансијско посредовање   | Некретнине                    | Државна управа и одбрана             | Образовање           | Здравствени и социјални рад   |
| Мушки  | 0                         | 0                             | 2                                    | 2                    | 0                             |
| Женски | 0                         | 1                             | 1                                    | 2                    | 0                             |
| УКУПНО | 0                         | 1                             | 3                                    | 4                    | 0                             |
| Пол    | Остале услужне активности | Приватна домаћинства          | Екстериторијалне организације и тела | Непознато            | Непознато                     |
| Мушки  | 0                         | 0                             | 0                                    | 1                    | 1                             |
| Женски | 0                         | 0                             | 0                                    | 0                    | 0                             |
| УКУПНО | 0                         | 0                             | 0                                    | 1                    | 1                             |

## Галерија слика
- Река Скрапеж у Доњем Таору
- Сремуш на таорским стенама
- Ливада Равни крај
- Таорска врела са напуштеном воденицом
- Слапови Таорских врела
- Слапови Таорских врела детаљ
- Таорска врела са напуштеном воденицом